# Згожелець (гміна)
Гміна Згожелець (пол. Gmina Zgorzelec) — сільська гміна у південно-західній Польщі. Належить до Згожелецького повіту Нижньосілезького воєводства.
Станом на 31 грудня 2011 у гміні проживало 8256 осіб.

## Площа
Згідно з даними за 2007 рік площа гміни становила 136.02 км², у тому числі:
- орні землі: 71.00%
- ліси: 16.00%

Таким чином, площа гміни становить 16.23% площі повіту.

## Населення
Станом на 31 грудня 2011:
| Опис     | Загалом | Загалом | Чоловіки | Чоловіки | Жінки | Жінки |
| -------- | ------- | ------- | -------- | -------- | ----- | ----- |
| одиниця  | осіб    | %       | осіб     | %        | осіб  | %     |
| все      | 8256    | 100     | 4153     | 50.30    | 4103  | 49.70 |
| міське   | 0       | 100     | 0        |          | 0     |       |
| сільське | 8256    | 100     | 4153     | 50.30    | 4103  | 49.70 |

## Сусідні гміни
Гміна Згожелець межує з такими гмінами: Боґатиня, Любань, Пенськ, Секерчин, Сулікув, Згожелець.